# Ourches
Pour l’article homonyme, voir Ourches-sur-Meuse.
Ourches est une commune française située dans le département de la Drôme, en région Auvergne-Rhône-Alpes.

## Géographie

### Localisation
Ourches est située au pied du massif du Vercors, à douze kilomètres au nord de Crest (chef-lieu du canton) et vingt kilomètres au sud-est de Valence.

### Hydrographie
La commune est arrosée par les cours d'eau suivants :
- le Rolandon[1] ;
- le ruisseau d'Ourches[1] est attesté en 1891. Il traverse la commune d'Ourches et se jette dans le ruisseau de l'Oye (commune d'Upie) après un parcours de 5,65 km. En 1891, sa largeur moyenne était de 2,70 m et son débit extraordinaire de 0,50 m3[2].

### Climat
Pour des articles plus généraux, voir Climat d'Auvergne-Rhône-Alpes et Climat de la Drôme.
En 2010, le climat de la commune est de type climat méditerranéen altéré, selon une étude du Centre national de la recherche scientifique s'appuyant sur une série de données couvrant la période 1971-2000. En 2020, Météo-France publie une typologie des climats de la France métropolitaine dans laquelle la commune est exposée à un climat de montagne ou de marges de montagne et est dans une zone de transition entre les régions climatiques « Moyenne vallée du Rhône » et « Alpes du sud ». 
Pour la période 1971-2000, la température annuelle moyenne est de 12,1 °C, avec une amplitude thermique annuelle de 17,4 °C. Le cumul annuel moyen de précipitations est de 1 069 mm, avec 8,6 jours de précipitations en janvier et 5,3 jours en juillet. Pour la période 1991-2020, la température moyenne annuelle observée sur la station météorologique de Météo-France la plus proche, « Beaufort-S-Gervanne », sur la commune de Beaufort-sur-Gervanne à 9 km à vol d'oiseau, est de 12,8 °C et le cumul annuel moyen de précipitations est de 936,4 mm,. Pour l'avenir, les paramètres climatiques de la commune estimés pour 2050 selon différents scénarios d'émission de gaz à effet de serre sont consultables sur un site dédié publié par Météo-France en novembre 2022.

### Voies de communication et transports
Le territoire communal est traversé par les routes départementales 535 (RD535) et 745 (RD745).

## Urbanisme

### Typologie
Au 1er janvier 2024, Ourches est catégorisée commune rurale à habitat dispersé, selon la nouvelle grille communale de densité à 7 niveaux définie par l'Insee en 2022.
Elle est située hors unité urbaine. Par ailleurs la commune fait partie de l'aire d'attraction de Valence, dont elle est une commune de la couronne,. Cette aire, qui regroupe 71 communes, est catégorisée dans les aires de 200 000 à moins de 700 000 habitants,.

### Occupation des sols
L'occupation des sols de la commune, telle qu'elle ressort de la base de données européenne d’occupation biophysique des sols Corine Land Cover (CLC), est marquée par l'importance des forêts et milieux semi-naturels (51,4 % en 2018), une proportion sensiblement équivalente à celle de 1990 (51,3 %). La répartition détaillée en 2018 est la suivante : 
forêts (51,4 %), terres arables (36,5 %), zones agricoles hétérogènes (12,1 %). L'évolution de l’occupation des sols de la commune et de ses infrastructures peut être observée sur les différentes représentations cartographiques du territoire : la carte de Cassini (XVIIIe siècle), la carte d'état-major (1820-1866) et les cartes ou photos aériennes de l'IGN pour la période actuelle (1950 à aujourd'hui).

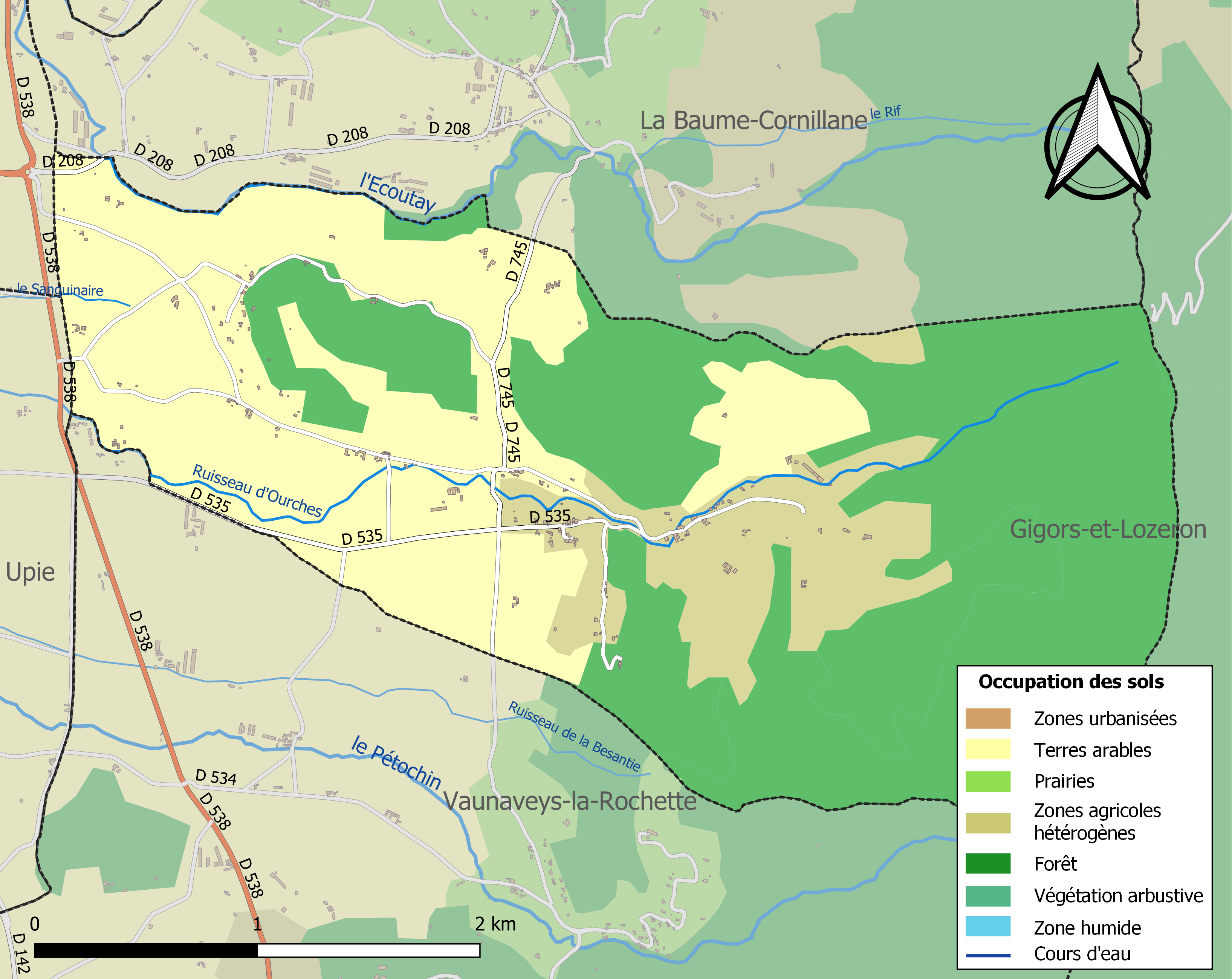
Carte des infrastructures et de l'occupation des sols de la commune en 2018 (CLC).

### Morphologie urbaine

#### Quartiers, hameaux et lieux-dits
Site Géoportail (carte IGN) ;
- Amblard
- Arios
- Bel Air
- Bertrand
- Boissonnier
- Champlong
- Échevin
- Eynard
- Faure
- Giraud
- Grangeon
- la Garde
- Lapouyé
- la Rorie
- la Ville
- le Grand Échevin
- les Blaches
- les Chabriers
- les Échevins
- les Michauds
- les Perriers
- les Rodets
- les Trois Châteaux
- Payourcel
- Reynaud
- Saint-Paul
- Tersière
- Tézier

## Toponymie

### Attestations
Dictionnaire topographique du département de la Drôme :
- 1192 : Orcha (cartulaire de Léoncel, 47).
- 1324 : castrum de Orchiano (Duchesne, Comtes de Valentinois, 29).
- XIVe siècle : mention du prieuré : prioratus de Orchano (pouillé de Valence).
- 1376 : de Orchano (cartulaire de Montélimar, 68).
- 1442 : Orchanum (choix de documents, 293).
- XVe siècle : mention de la paroisse : capella de Orchano (pouillé de Valence).
- 1486 : dominus Orchani (archives de la Drôme, E 1215).
- 1510 : mention de la paroisse : cura de Orchiano (pouillé de Valence).
- 1574 : Horche (Lacroix, L'arrondissement de Montélimar, III, 61).
- 1585 : Hourche (archives de la Drôme, E 3385).
- 1698 : mention de l'église Saint-Didier : Sant Desdier (parcellaire).
- 1788 : Ourche (alman. du Dauphiné).
- 1891 : Ourches, commune du canton de Crest-Nord.

### Étymologie
Le toponyme aurait la même racine que ouche « terre labourable ».

## Histoire
Pour un article plus général, voir Histoire de la Drôme.

### Protohistoire
Des « fosses à offrandes » (avec poteries) ont été découvertes.

### Antiquité: les Gallo-romains
En 333, l'anonyme de Bordeaux, en route vers Jérusalem, y passa et nota sur son itinéraire : mutatio Cerebelliaca. Ce relais routier figure entre Valentia (Valence) et Augusta (Aouste-sur-Sye). Il s'agit de l'actuel quartier de Sainte-Cerbelle à l'ouest de la commune d'Ourches.

### Du Moyen Âge à la Révolution
Des tombes mérovingiennes ont été découvertes.
La seigneurie :
- Au point de vue féodal, Ourches était une terre (ou seigneurie) du fief des Châteauneuf.
- 1247 : la terre est vendue aux comtes de Valentinois.
- 1360 : elle est inféodée aux Berlion.
- 1441 : passe (par mariage) aux Eurre du Puy-Saint-Martin.
- 1591 : passe (par mariage) aux Moreton de Chabrillan, derniers seigneurs.

Pendant les Guerres de Religion, le seigneur d'Ourches joua un rôle important.
1688 (démographie) : 30 familles habitent la communauté.
Avant 1790, Ourches était une communauté de l'élection et subdélégation de Valence et de la sénéchaussée de Crest.

Elle formait une paroisse du diocèse de Valence, dont l'église, dédiée à saint Didier, était celle d'un prieuré de l'ordre de Saint-Benoît (de la dépendance de l'abbaye de la Chaise-Dieu) et dont les dîmes appartenaient au prieur, qui présentait à la cure.

### De la Révolution à nos jours
En 1790, la commune est comprise dans le canton d'Allex. La réorganisation de l'an VIII (1799-1800) la place dans le canton de Crest-Nord.

## Politique et administration

### Liste des maires
| Période                                                                      | Période                    | Identité                             | Étiquette        | Qualité               |
| ---------------------------------------------------------------------------- | -------------------------- | ------------------------------------ | ---------------- | --------------------- |
| Les données manquantes sont à compléter. : de la Révolution au Second Empire |                            |                                      |                  |                       |
| 1790                                                                         | 1871                       | ?                                    |                  |                       |
| Les données manquantes sont à compléter. : depuis la fin du Second Empire    |                            |                                      |                  |                       |
| 1871                                                                         | 1874                       | ?                                    |                  |                       |
| 1874                                                                         | 1878                       | ?                                    |                  |                       |
| 1878                                                                         | 1884                       | ?                                    |                  |                       |
| 1884                                                                         | 1888                       | ?                                    |                  |                       |
| 1888                                                                         | 1892                       | ?                                    |                  |                       |
| 1892                                                                         | 1896                       | ?                                    |                  |                       |
| 1896                                                                         | 1900                       | ?                                    |                  |                       |
| 1900                                                                         | 1904                       | ?                                    |                  |                       |
| 1904                                                                         | 1908                       | Pierre-Lucien Arthaud                |                  |                       |
| 1908                                                                         | 1912                       | Pierre-Lucien Arthaud                |                  | maire sortant         |
| 1912                                                                         | 1919                       | Édouard Jean                         |                  |                       |
| 1919                                                                         | 1925                       | Édouard Jean                         |                  | maire sortant         |
| 1925                                                                         | 1929                       | Édouard Jean                         |                  | maire sortant         |
| 1929                                                                         | 1935                       | Léon Faure                           |                  |                       |
| 1935                                                                         | 1945                       | Léon Faure                           |                  | maire sortant         |
| 1945                                                                         | 1947                       | Léopold Rippert                      |                  |                       |
| 1947                                                                         | 1953                       | Léopold Rippert                      |                  | maire sortant         |
| 1953                                                                         | 1959                       | Léopold Rippert                      |                  | maire sortant         |
| 1959                                                                         | 1961                       | Léopold Rippert                      |                  | maire sortant         |
| 1961 (élection ?)                                                            | 1961                       | Léon Faure                           |                  |                       |
| 1961 (élection ?)                                                            | 1965                       | Paul Moulin                          |                  |                       |
| 1965                                                                         | 1971                       | Paul Moulin                          |                  | maire sortant         |
| 1971                                                                         | 1977                       | Paul Moulin                          |                  | maire sortant         |
| 1977                                                                         | 1983                       | Paul Moulin                          |                  | maire sortant         |
| 1983                                                                         | 1989                       | Robert Gauthier                      |                  |                       |
| 1989                                                                         | 1995                       | Jacques Bourdy                       |                  |                       |
| 1995                                                                         | 2001                       | Michèle Roux                         |                  |                       |
| 2001                                                                         | 2008                       | Michèle Roux                         |                  | maire sortante        |
| 2008                                                                         | 2014                       | Nelly Rieubon                        |                  |                       |
| 2014                                                                         | 2020                       | Stéphane Cousin                      | (sans étiquette) | professeur de faculté |
| 2020                                                                         | En cours (au 21 mars 2021) | Stéphane Cousin[source insuffisante] |                  | maire sortant         |

## Population et société

### Démographie
L'évolution du nombre d'habitants est connue à travers les recensements de la population effectués dans la commune depuis 1793. Pour les communes de moins de 10 000 habitants, une enquête de recensement portant sur toute la population est réalisée tous les cinq ans, les populations de référence des années intermédiaires étant quant à elles estimées par interpolation ou extrapolation. Pour la commune, le premier recensement exhaustif entrant dans le cadre du nouveau dispositif a été réalisé en 2005.

En 2022, la commune comptait 286 habitants, en évolution de +15,79 % par rapport à 2016 (Drôme : +2,64 %, France hors Mayotte : +2,11 %).
| 1793 | 1800 | 1806 | 1821 | 1831 | 1836 | 1841 | 1846 | 1851 |
| ---- | ---- | ---- | ---- | ---- | ---- | ---- | ---- | ---- |
| 178  | 170  | 197  | 269  | 309  | 325  | 297  | 290  | 288  |

| 1856 | 1861 | 1866 | 1872 | 1876 | 1881 | 1886 | 1891 | 1896 |
| ---- | ---- | ---- | ---- | ---- | ---- | ---- | ---- | ---- |
| 287  | 268  | 256  | 256  | 260  | 254  | 236  | 229  | 223  |

| 1901 | 1906 | 1911 | 1921 | 1926 | 1931 | 1936 | 1946 | 1954 |
| ---- | ---- | ---- | ---- | ---- | ---- | ---- | ---- | ---- |
| 232  | 225  | 220  | 176  | 176  | 192  | 170  | 132  | 108  |

| 1962 | 1968 | 1975 | 1982 | 1990 | 1999 | 2005 | 2006 | 2010 |
| ---- | ---- | ---- | ---- | ---- | ---- | ---- | ---- | ---- |
| 115  | 103  | 92   | 73   | 145  | 215  | 207  | 204  | 233  |

| 2015 | 2020 | 2022 | - | - | - | - | - | - |
| ---- | ---- | ---- | - | - | - | - | - | - |
| 247  | 273  | 286  | - | - | - | - | - | - |

### Enseignement
La commune relève de l'académie de Grenoble.

### Manifestations culturelles et festivités
- Août (depuis 1979) : la Foire aux chiens[23],[24].

### Loisirs
- Pêche[16].

### Médias
Le territoire de la commune se situe dans l'aire de diffusion de plusieurs médias :
- Presse écrite
  - Le Dauphiné libéré, quotidien régional qui consacre, chaque jour, y compris le dimanche, dans son édition de « Valence - Drôme  » un ou plusieurs articles à l'actualité du canton et de la commune, ainsi que des informations sur les éventuelles manifestations locales, les travaux routiers, et autres événements divers à caractère local.
  - L'Agriculture Drômoise, journal d'informations agricoles et rurales, couvre l'ensemble du département de la Drôme.
  - Drôme Hebdo (ancien Peuple Libre), hebdomadaire chrétien d'informations.
- Presse audio-visuelle
  - Ici Drôme Ardèche est une radio publique diffusée sur tout le territoire du département de la Drome.

### Cultes
L'église paroissiale et la communauté catholique de la commune relèvent de la Paroisse Sainte Famille du Crestois dont la maison paroissiale est située à Crest. Cette paroisse est rattachée au diocèse de Valence.

## Économie

### Agriculture
En 1992 : bois, céréales, ovins.

## Culture locale et patrimoine

### Lieux et monuments

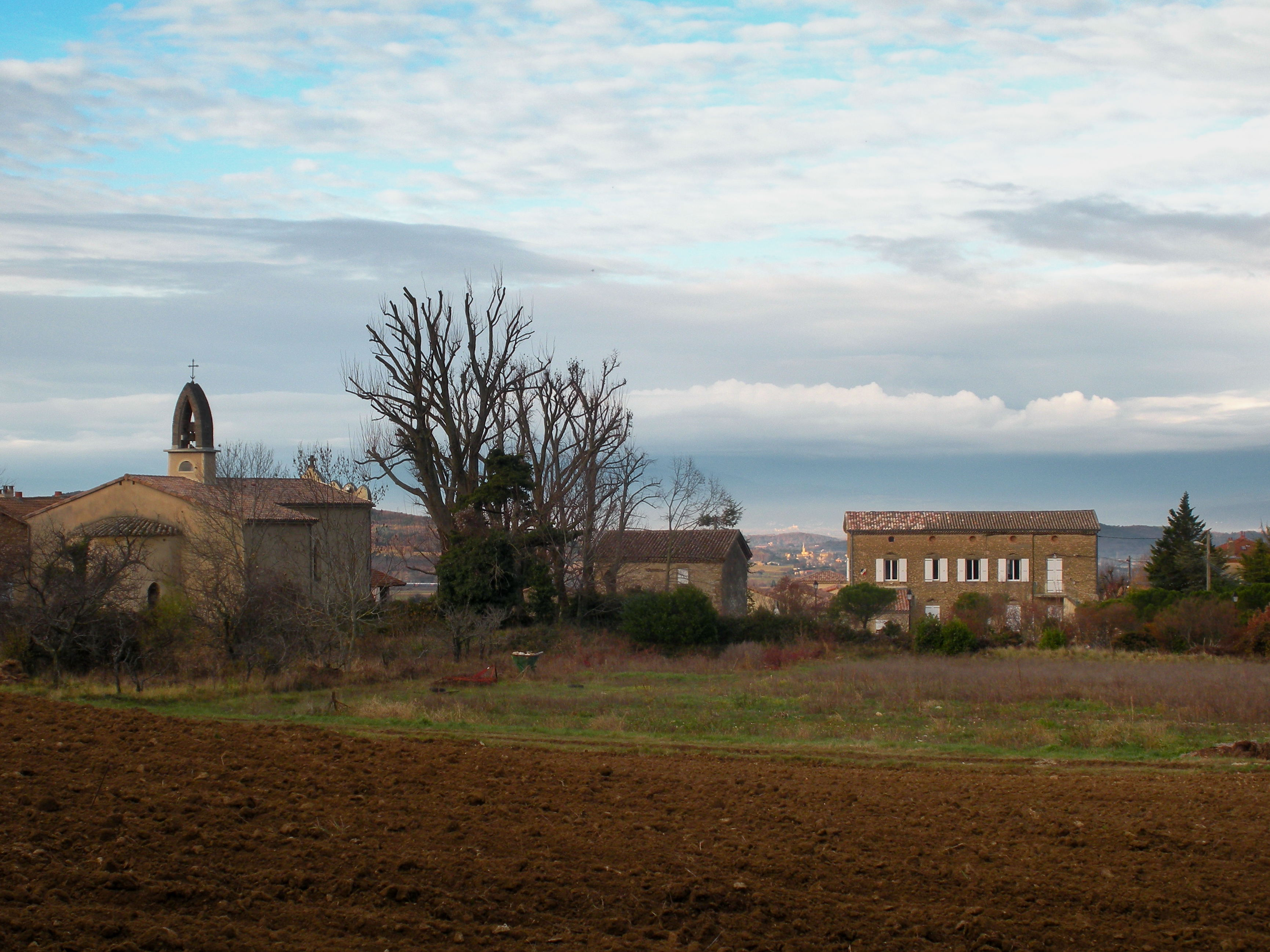
Église et mairie d'Ourches.

- Ruines du château médiéval (sur une crête des contreforts du Vercors)[26].
- Petite église Saint-Didier d'Ourches, médiévale[16].
- Oratoire Notre-Dame-de-la-Salette (XIVe siècle)[16].

### Patrimoine naturel
- Grottes[16] : Puits de l'Abîme, Trou de l'Âne[1].

### Héraldique, logotype et devise
|  | Ourches possède des armoiries dont l'origine et le blasonnement exact ne sont pas disponibles. |